# Arrest Plas/Valburg
Plas/Valburg is een arrest van de Nederlandse Hoge Raad (HR 18 juni 1982, NJ 1983/723) over precontractuele aansprakelijkheid, dat wil zeggen schadevergoeding en vergoeding van gederfde winst na het afbreken van de onderhandelingen in de precontractuele fase.

## Casus
Plas Bouwonderneming BV (PBO) was in onderhandeling met de gemeente Valburg over de bouw van een overdekt zwembad. Op verzoek van de gemeentesecretaris heeft Plas een offerte ingediend. Een commissie onderzocht de offertes van vier aannemers: Plas was de goedkoopste. Op verzoek van de gemeente maar op eigen kosten heeft Plas vervolgens adviezen ingewonnen van een constructeur, van geluids-, verwarmings- en elektriciteitsadviseurs en van een architect. Wederom op verzoek van de gemeente heeft Plas daarna een aangepaste offerte ingediend. De opdracht is aan een andere aannemer gegund, die zich pas veel later had aangemeld met een plan dat f 156.000,- goedkoper was.
Plas heeft onkosten gemaakt en winstderving geleden.

## Rechtsvraag
De rechtsvraag betreft precontractuele aansprakelijkheid:
- Heeft Plas recht op schadevergoeding wegens wanprestatie c.q. onrechtmatige daad?
- Omvat de schadevergoeding ook de gederfde winst?

## Procesgang
Plas vordert ontbinding en schadevergoeding, ook wat betreft gederfde winst. De vordering van Plas is door de rechtbank toegewezen. Dit vonnis is in hoger beroep door het hof vernietigd en de vordering van Plas is alsnog afgewezen. Dit arrest is in cassatie vernietigd, terwijl het geding is doorverwezen naar een ander hof.

## Precontractuele aansprakelijkheid

### Hoge Raad
De Hoge Raad onderschrijft de mogelijkheid van schadevergoeding en zelfs vergoeding van gederfde winst bij het afbreken van de onderhandelingen in de precontractuele fase.

Niet uitgesloten is dat onderhandelingen over een overeenkomst in een zodanig stadium zijn gekomen dat het afbreken zelf van die onderhandelingen onder de gegeven omstandigheden als in strijd met de goede trouw moet worden geacht, omdat pp. over en weer mocht vertrouwen dat enigerlei contract in ieder geval uit de onderhandelingen zou resulteren. In zo een situatie kan ook plaats zijn voor een verplichting tot vergoeding van gederfde winst.

De Hoge Raad onderkent drie stadia: (1) contractsvrijheid, (2) recht op schadevergoeding (geheel of gedeeltelijk), (3) idem inclusief vergoeding van gederfde winst.

### Opmerking
Een vordering wegens ongerechtvaardigde verrijking is een interessant alternatief in de voorliggende casus. Het ligt voor de hand dat de nieuwe aannemer gebruik heeft gemaakt van de definitieve offerte die Plas heeft uitgebracht. Als dat kan worden bewezen is een vordering uit ongerechtvaardigde verrijking denkbaar. Door de kosten die Plas heeft gemaakt kon de andere aannemer een scherpere offerte uitbrengen, waardoor de gemeente goedkoper uit is. Het verschil kan worden gezien als ongerechtvaardigde verrijking van de gemeente.

## Uitleg van gedingstukken
In het arrest komt ook uitleg van gedingstukken aan de orde. De noot van de annotator (CJHB) is heel instructief.

### Grief XII
XII. Ten onrechte gaat de Rb. ervan uit, dat Plas bij haar prijsopgave een winstmarge had ingecalculeerd.

### Hof
3. Het Hof vat grief XII aldus op, dat de gemeente daarmee aanvecht het in het vonnis besloten liggend oordeel van de Rb. dat schadevergoedingsplicht als gevolg van een gedraging in strijd met de goede trouw in een praecontractuele verhouding (mede) vergoeding van gederfde winst kan omvatten.

4. Uitgaande van die strekking is de grief gegrond. (...)

### Cassatiemiddel
3. 's Hofs lezing van grief XII – r.o. 3 – is onbegrijpelijk, niet alleen in het licht van de tekst van die grief en van hetgeen de gemeente overigens met betrekking tot de winst had gesteld, maar ook in het licht van het verweer dat Plas tegen deze grief heeft aangevoerd, uit welke verweer blijkt, dat Plas de grief niet heeft verstaan in de zin zoals het Hof deze opvat.

### Hoge Raad
3.3 – Onderdeel 3 richt zich met een klacht over een onbegrijpelijkheid tegen de derde r.o. van 's Hofs arrest, (...) Deze klacht is gegrond. Het is, ook in het licht van de door de gemeente op de grief gegeven toelichting en van de daarop afgestemde bestrijding van die grief door Plas, onbegrijpelijk op welke gronden het Hof heeft gemeend, dat Plas de grief [XII] (...) had moeten begrijpen zoals het Hof in de aangevochten r.o. zegt haar op te vatten.

### Annotator
Daarmee zegt de HR, dat de stellingen van pp. verklaringen zijn die de pp. tot elkaar richten en dat de rechter als toehoorder en scheidsrechter gebonden is aan de betekenis die zij hebben tussen pp. Indien pp. een stelling beide in een bepaalde zin opvatten, zoals uit de gedingstukken kan blijken, mag de rechter niet daarvoor in de plaats zijn eigen uitleg stellen.